# Hipótesis del cazador

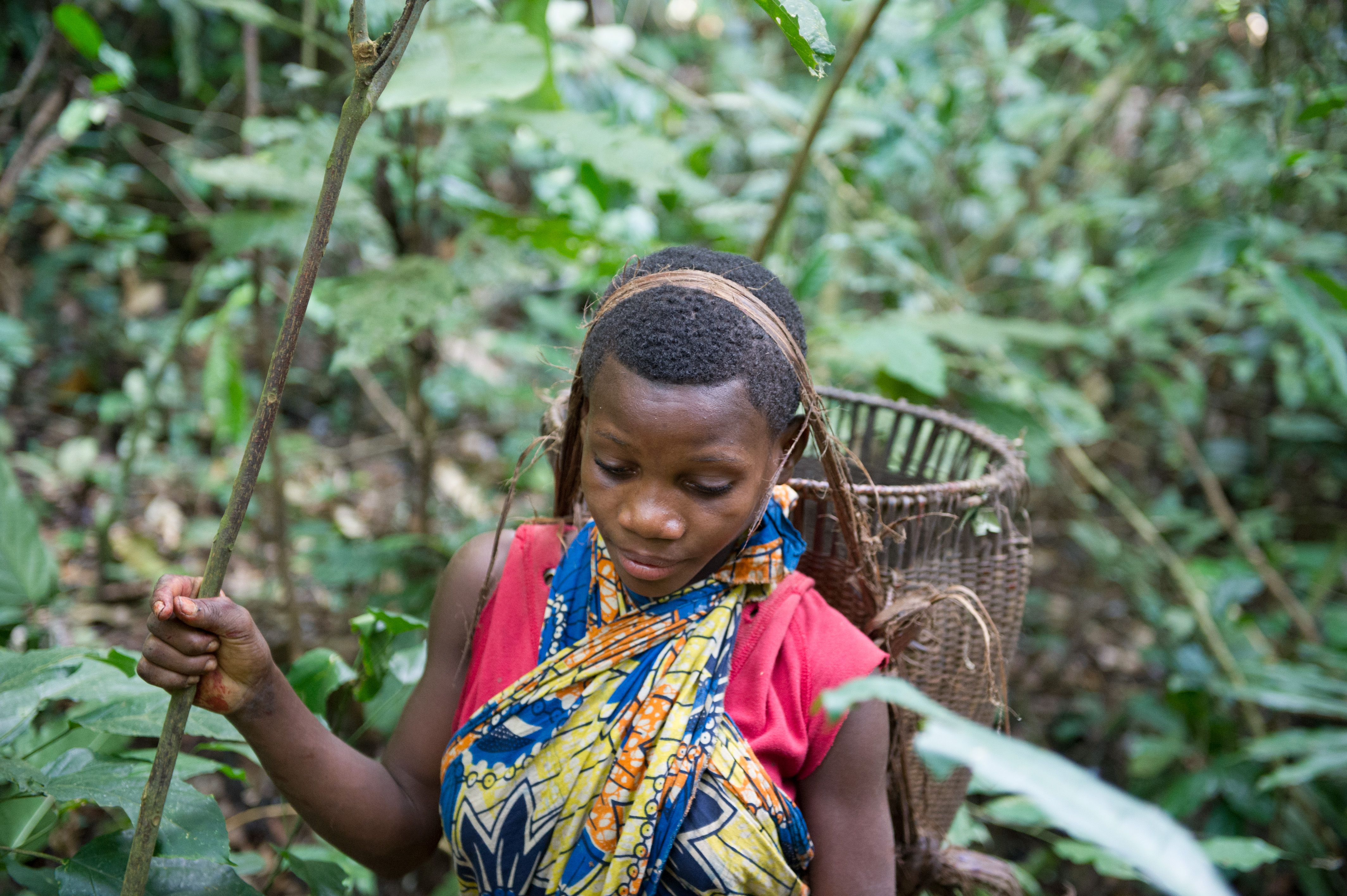
Cazadora Baka de centroáfrica

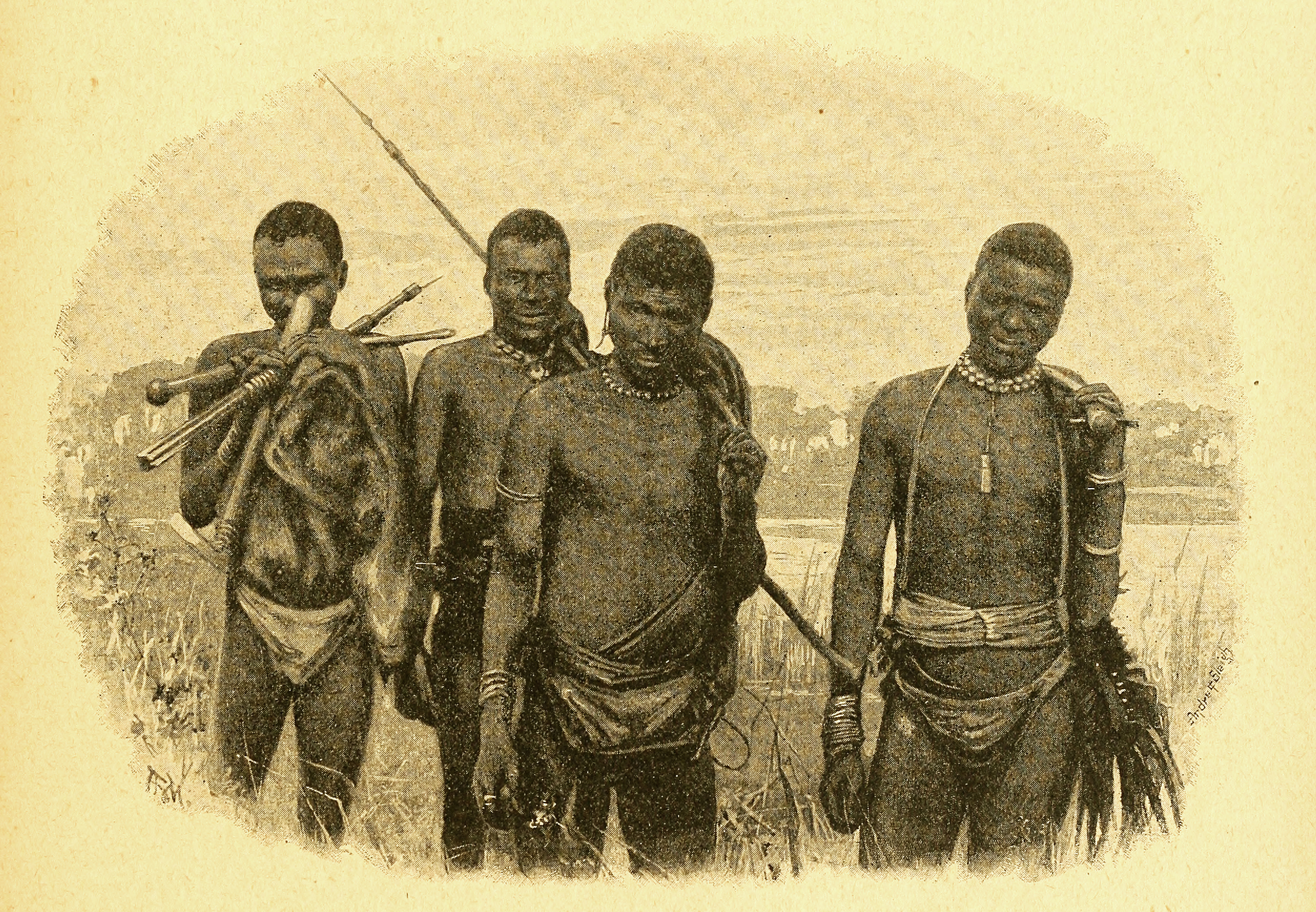
Cazadores bosquimanos. The story of Africa and its explorers (1892)

En paleoantropología, la hipótesis del cazador es la hipótesis  de que la evolución humana fue principalmente influida por la actividad de cazar animales grandes y rápidos, y que la actividad de cazar distingue a los antepasados humanos de otros homínidos.

## Formulación

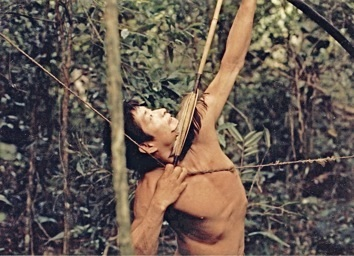
Aché cazando

Si bien es indiscutible que los primeros humanos fueron cazadores, la importancia de este hecho para los pasos finales en el surgimiento del género Homo a partir de los australopitecinos anteriores, con su bipedalismo y la producción de herramientas de piedra (de hace aproximadamente 2,5 millones de años), y posteriormente también el control del fuego (de hace aproximadamente 1,5 millones de años), se enfatiza en la "hipótesis del cazador" y se desenfatiza en escenarios que apoyan el estatus omnívoro de los humanos como su receta para el éxito y la interacción social, incluyendo el comportamiento de apareamiento como esencial en la aparición del lenguaje y la cultura.
Los defensores de la hipótesis del cazador tienden a creer que el uso de herramientas y la fabricación de herramientas esenciales para la caza efectiva fueron una parte extremadamente importante de la evolución humana, y rastrean el origen del lenguaje y la religión en un contexto de caza.
Como evidencia de la sociedad, David Buss cita que la población tribal moderna despliega la caza como su principal forma de adquirir alimentos. Los pigmeos Baka en la República Centroafricana invierten el 56% de su tiempo en la búsqueda para la caza de alimentos, el 27% de recolección y el 17% en el procesamiento de alimentos. Además, los !Kung (bosquimanos) en Botsuana retienen el 40% de sus calorías de la caza y este porcentaje varía de 20% a 90% según la temporada. Como evidencia física, Buss primero mira las entrañas de los humanos y los monos. El intestino humano consiste principalmente en el intestino delgado, que es responsable de la rápida descomposición de las proteínas y la absorción de nutrientes. La tripa del simio es principalmente de colon, lo que indica una dieta vegetariana. Esta diferencia estructural apoya la hipótesis de la caza como un punto de ramificación evolutivo entre los humanos modernos y los primates modernos. Buss también cita los dientes humanos, ya que los dientes humanos fosilizados tienen una fina capa de esmalte con muy poco desgaste intenso que resultaría de una dieta vegetal. La ausencia de esmalte espeso también indica que, históricamente, los humanos han mantenido una dieta con mucha carne. Buss señala que los huesos de los animales que los ancestros humanos mataron en la garganta de Olduvai tienen marcas en puntos estratégicos de los huesos que indican el uso de herramientas y proporcionan evidencia de carniceros ancestrales.

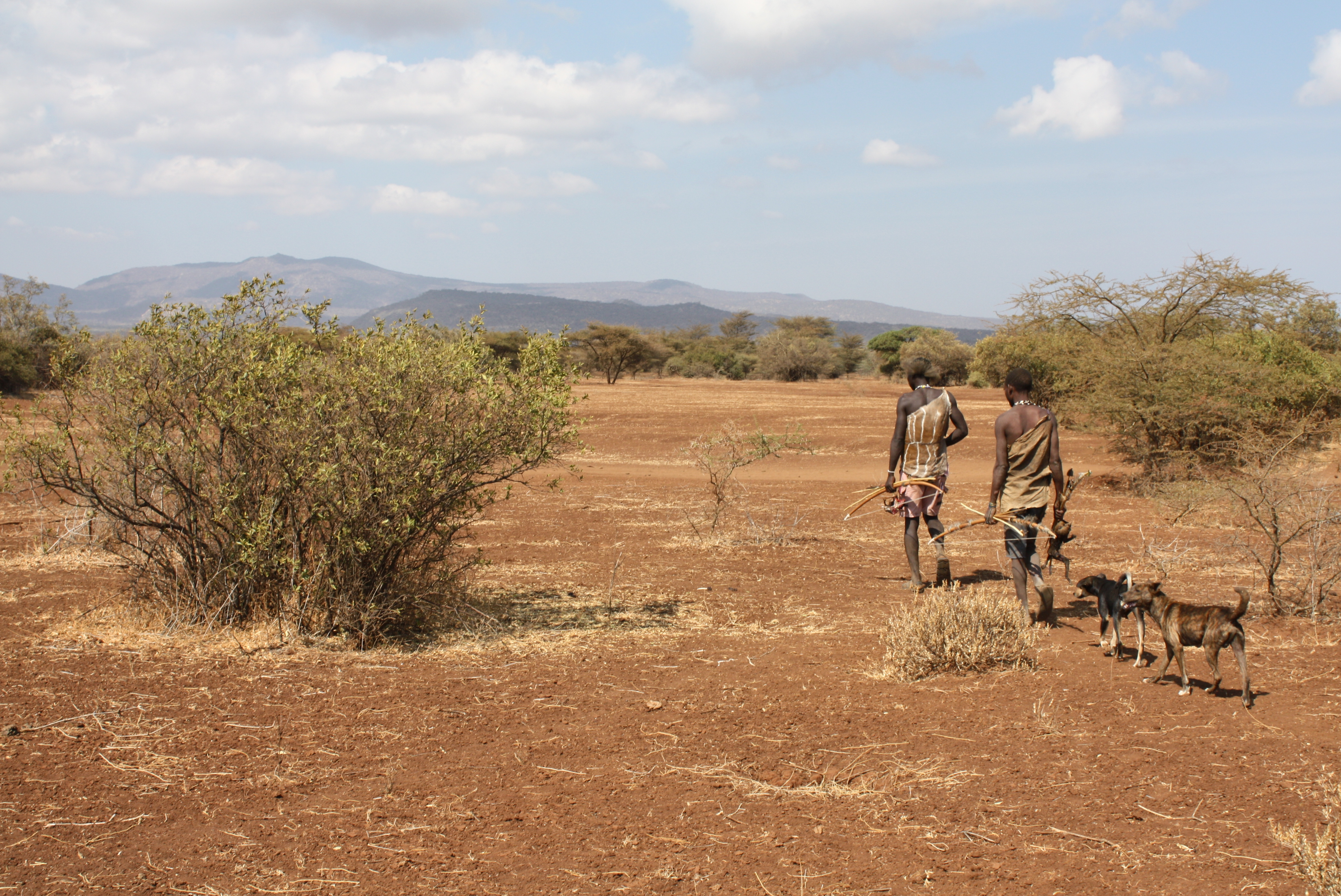
Hadza volviendo de la caza

## Aplicaciones: división sexual del trabajo (perspectiva evolutiva)
Según una controvertida hipótesis añadida a la del cazador, las mujeres estarían "preocupadas" por el embarazo y los hijos dependientes, por lo que no cazan porque es peligroso y menos rentable.

Esta hipótesis se ha visto cuestionada por los estudios realizados en enterramientos del altiplano andino en el que tras revisar 27 esqueletos del 7000 aC aproximadamente se descubrió que al menos el 41% de ellos eran de mujeres. Dichos esqueletos se encontraban enterrados con una colección de utensilios de caza colocados cuidadosamente junto a ellos. También había grandes huesos de mamíferos en la tierra alrededor de su tumba, lo que demuestra lo importante que era la caza en su sociedad.

Este trabajo del 2020, tuvo un enorme impacto: mostró como las mujeres prehistóricas también cazaban grandes animales. Una revisión ulterior, de decenas de comunidades tradicionales muestra que las féminas cazan tanto como los varones.

Un grupo de antropólogas de las universidades de Washington y Seattle Pacific (Estados Unidos) ha rastreado en las bases de datos etnográficas lo que los antropólogos y etnógrafos han escrito sobre la caza en sociedades tradicionales del presente (o que existieron hasta hace relativamente poco, como es el caso de los iroqueses, apaches y otros nativos norteamericanos).

Seleccionaron casi 400 culturas, pero tuvieron que reducir la muestra a 63 porque, como dice Cara Wall-Scheffler, coautora del estudio, estaban buscando explícitamente “estudios que detallaran el comportamiento y las estrategias de caza”. Si no había tablas, estadísticas o detalles, los descartaban.

De las 63 sociedades tradicionales analizadas, en 50, es decir, el 79%, las mujeres también cazan, según los datos del estudio, publicado en PLOS ONE. Hay muestras de ello en comunidades de todos los continentes habitados, salvo Europa (donde hace mucho tiempo que no hay grupos de cazadores-recolectores). Como cabe la posibilidad de que la caza se deba a que se encontraron al animal mientras recogían frutas, las autoras de la revisión acotaron aún más y encontraron trabajos etnográficos de 40 sociedades en los que se diferencia entre caza intencionada u ocasional e imprevista. En el 85% de ellas, las mujeres salen de caza. En este grupo están, por ejemplo, las pigmeas aka, del centro de África, las agta de la provincia de Luzón, en Filipinas, o las apenas 1.000 mujeres de la tribu matsé, en la Amazonía peruana.

Estos hallazgos sugieren que en muchas sociedades recolectoras, las mujeres son cazadoras y desempeñan un papel fundamental en la caza. Este trabajo se suma a la acumulación de pruebas que cuestionan las percepciones arraigadas sobre los roles de género en las sociedades recolectoras. Las autoras señalan que estos estereotipos han influido en los estudios arqueológicos anteriores. Mantienen que algunos investigadores han sido reacios a interpretar objetos enterrados junto a mujeres como herramientas de caza y piden una revaluación de los hallazgos del pasado, advirtiendo contra el uso erróneo de la idea de los hombres como cazadores y las mujeres como recolectoras en investigaciones futuras.

Randy Haas fue uno de los antropólogos que encontró a la cazadora andina identificada en 2020 y varios enterramientos similares más. Sobre el origen del sesgo del hombre cazador que los datos contradicen, Haas cree que tiene varios orígenes: “Primero, las nociones occidentales de cómo se debe dividir el trabajo entre los sexos han sesgado nuestra comprensión de la división sexual del trabajo en las sociedades humanas en general. En segundo lugar, la etnografía de cazadores-recolectores fue realizada en gran parte por académicos varones, lo que casi con certeza contribuyó a la falsa sensación de que la caza de grandes mamíferos era una actividad estrictamente masculina. En tercer lugar, también es probable que los procesos coloniales y la misionización impusieran las ideas occidentales en las comunidades de forrajeros”, sostiene el profesor de la Universidad Estatal Wayne (Estados Unidos). Como las autoras del estudio y Khun, Haas cree que la acumulación de nuevos datos hace inevitable la necesidad de revisar los hallazgos del pasado con ojos nuevos.

Estos "ojos nuevos" podrían polemizar con aserciones como las de Gijsbert Stoet que destaca el hecho de que los hombres son más competentes en habilidades de lanzamiento, atención enfocada y habilidades espaciales. (Experimentos 1 y 2).

Otra posible explicación para la dedicación de las mujeres a la recolección es su prioridad inherente a dedicarse a la crianza de los hijos, que era difícil de mantener si las mujeres cazaban. Sin embargo, nuevas indagaciones evidencian que las mujeres seguían cazando en etapas de embarazo y crianza.

## Hipótesis del aprovisionamiento

### Inversión parental

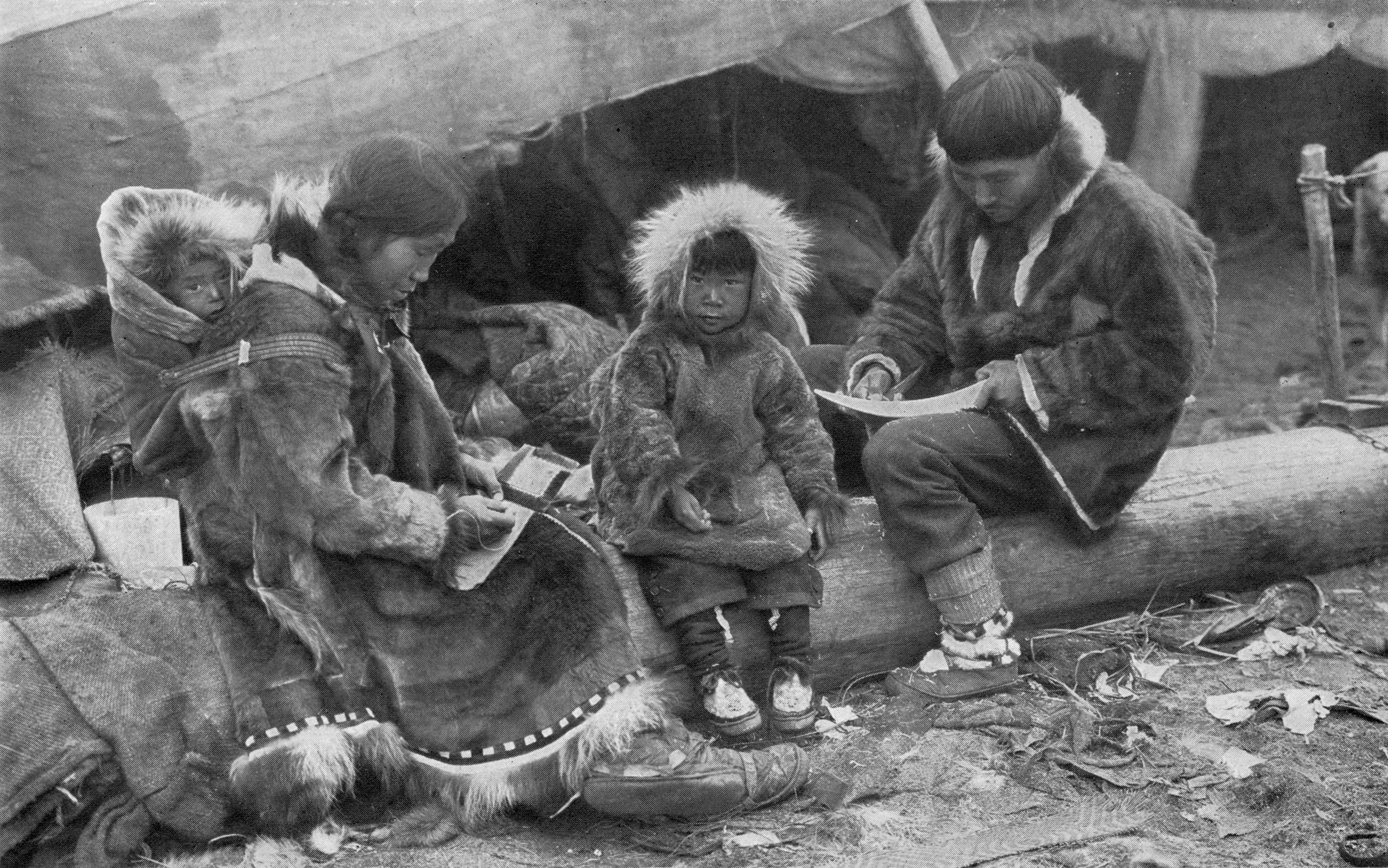
Una familia inuit, en 1917.

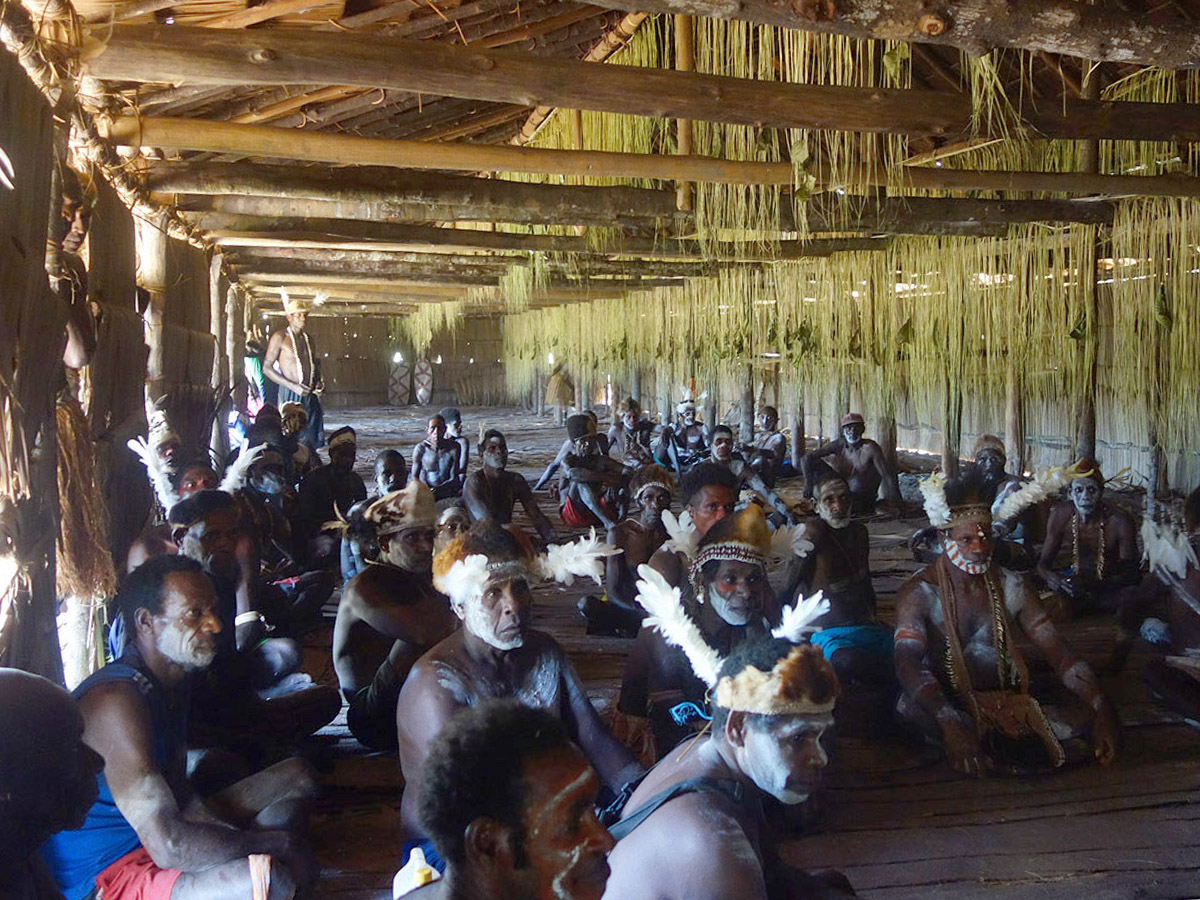
Cazadores asmat de Nueva Guinea, en una ceremonia.

Buss afirma que la hipótesis de la caza explica el alto nivel de la inversión paterna masculina en la descendencia, en comparación con los primates. La carne es un recurso alimenticio económico y condensado, ya que puede llevarse a casa para alimentar a los jóvenes; sin embargo, no es eficiente llevar alimentos bajos en calorías a través de grandes distancias. Por lo tanto, el acto de la caza y el transporte requerido de las piezas cobradas para alimentar a la descendencia es una explicación razonable para el aprovisionamiento humano masculino.

### Coaliciones masculinas
Buss sugiere que la hipótesis de la caza también explica el advenimiento de coaliciones masculinas fuertes. Aunque los chimpancés forman coaliciones macho-macho, tienden a ser temporales y oportunistas. Por el contrario, los cazadores de caza mayor requieren una cooperación consistente y coordinada para tener éxito en la caza mayor. Así, las coaliciones masculinas fueron el resultado de trabajar juntos para tener éxito en proporcionar carne a los propios cazadores y sus familias. Kristen Hawkes sugiere además que obtener recursos destinados al consumo comunitario aumenta la capacidad física de un hombre al apelar a la sociedad masculina y, por lo tanto, favorecer a los hombres y mujeres. La relación masculina mejoraría el éxito en la caza y crearía alianzas para conflictos futuros y la relación femenina mejoraría el éxito reproductivo directo. Buss propone explicaciones alternativas de la emergencia de coaliciones masculinas fuertes. Sugiere que las coaliciones masculinas pueden haber sido el resultado de la agresión de grupo a grupo, la defensa y las alianzas políticas dentro del grupo. Esta explicación no apoya la relación entre las coaliciones masculinas y la caza.
Hawkes propone que los cazadores persiguen tener prestigio al dividir las piezas cobradas entre el grupo. Los cazadores compiten para repartir las piezas para señalar su coraje, poder, generosidad, intención prosocial y dedicación. Al participar en estas actividades, los cazadores reciben beneficios reproductivos y respeto. Estos beneficios reproductivos conducen a un mayor éxito reproductivo en cazadores más capacitados. La evidencia de estos objetivos de caza que no solo benefician a las familias de los cazadores está en los hombres de las tribus Ache y Hadza. Hawkes señala que sus técnicas de caza son menos eficientes que los métodos alternativos y son energéticamente costosos, pero los hombres le dan más importancia a mostrar su valentía, poder e intención prosocial que a la eficiencia de la caza. Este método es diferente en comparación con otras sociedades donde los cazadores retienen el control de sus piezas y señalan su intención de compartir. Este método alternativo se alinea con la hipótesis de apoyo de la coalición, en un esfuerzo por crear y preservar asociaciones políticas.

### Altruismo recíproco
La carne de las exitosas cacerías de caza mayor es más de lo que puede consumir un solo cazador. Además, el éxito de caza varía por semana. Una semana un cazador puede tener éxito en la caza mayor y la siguiente puede regresar sin carne. En esta situación, Buss sugiere que hay bajos costos de regalar carne que el cazador individual no puede comer solo y grandes beneficios de la expectativa del favor devuelto en una semana donde su caza no tiene éxito. Hawkes llama a este compartir "robo tolerado" y afirma que los beneficios del altruismo recíproco se derivan del resultado de que las familias experimentarán una "variación diaria más baja y un promedio diario más alto" en sus recursos.
El aprovisionamiento en realidad puede ser una forma de competencia sexual entre hombres y mujeres. Hawkes sugiere que el aprovisionamiento masculino es un comportamiento particularmente humano, que forja a la familia nuclear. La estructura del aprovisionamiento familiar determina una forma de distribución de recursos. Sin embargo, Hawkes reconoce inconsistencias en las sociedades y contextos, como los cursos de tiempo fluctuantes dedicados a la caza y la recolección, que no están directamente relacionados con las tasas de retorno, el hecho de que el valor nutricional suele elegirse en función del conteo calórico y el hecho de que la carne es un factor clave, más extendido que otros recursos.

### La hipótesis de la exhibición

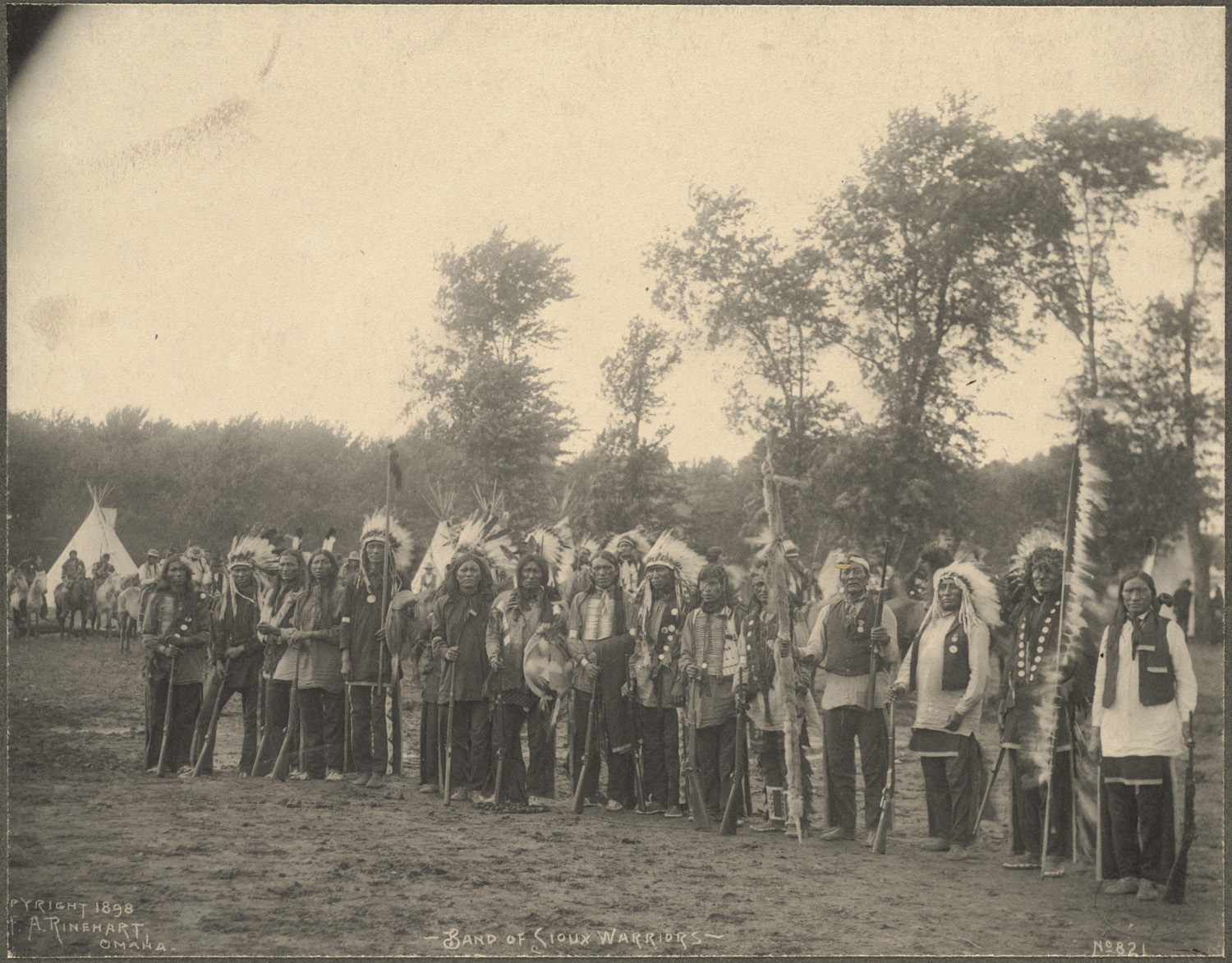
Un grupo de cazadores sioux, en 1898.

La hipótesis de la exhibición es el concepto de que los hombres más exitosos tienen mejores opciones de pareja. La idea se relaciona con el hecho de que la carne, el resultado de las expediciones de caza, es un recurso distinto en el sentido de que viene en grandes cantidades que la mayoría de las veces la propia familia del cazador no puede consumir de manera oportuna para que la carne no se eche a perder. Además, el éxito de la caza es impredecible, mientras que las bayas y las frutas, a menos que haya una sequía o un arbusto malo, son bastante consistentes en la estacionalidad. Kristen Hawkes sostiene que las mujeres favorecen a los vecinos que optan por hombres que brindan las ventajosas fiestas de carne, aunque sean poco frecuentes. Estas mujeres pueden beneficiarse de la alianza y las fiestas resultantes, especialmente en tiempos de escasez. Hawkes sugiere que sería beneficioso para las mujeres recompensar a los hombres que emplean la "estrategia de exhibición", apoyándolos en una disputa, cuidando a sus hijos o brindándoles favores sexuales. Los beneficios que las mujeres pueden obtener de su alineación se encuentran en el tratamiento favorecido de las crías engendradas por el alarde de los vecinos.
Buss se hace eco y cita los pensamientos de Hawke sobre los beneficios de la exhibición en el acceso sexual, la mayor probabilidad de tener hijos y el trato favorable que sus hijos recibirían de los demás miembros de la sociedad. Hawkes también sugiere que los autores de las exhibiciones tienen más probabilidades de vivir en grupos grandes y, por lo tanto, ser menos susceptibles a los depredadores. Las demostraciones obtienen más beneficios simplemente al compartir con su familia (aptitud física clásica) el posible tratamiento favorable de la comunidad y el altruismo recíproco de otros miembros de la comunidad.
Hawkes utiliza al pueblo Aché de Paraguay como evidencia de la hipótesis de la exhibición. Los alimentos adquiridos por los hombres se distribuyeron más ampliamente en la comunidad y los recursos inconsistentes que llegaron en grandes cantidades cuando se adquirieron también se compartieron más ampliamente.
Si bien esto está representado en los Aché, según Hawkes, Buss señala que esta tendencia se contradice en los Hadza, que distribuyen uniformemente la carne entre todos los miembros de su población y cuyos cazadores tienen muy poco control sobre la distribución. En los Hadza, la hipótesis de la exhibición no tiene que ver con los recursos que resultan de la caza, sino con el prestigio y el riesgo que implica la caza mayor. Existen posibles beneficios importantes como la protección y la defensa.